# Relaciones Malasia-Venezuela
Las relaciones Malasia-Venezuela son las relaciones internacionales entre Malasia y Venezuela. Malasia tiene una embajada en Caracas desde 1990, mientras que Venezuela tiene una embajada en Kuala Lumpur. Las relaciones diplomáticas se establecieron el 18 de diciembre de 1986.
Ambos países son miembros de pleno derecho del Grupo de los 77.

## Historia
Presidente Hugo Chávez primero visitó Malasia en 1999, y visitó de nuevo en agosto de 2006 (enlace roto disponible en este archivo). para discutir las inversiones en la industria del aceite de palma de Malasia y para diversificar la industria energética de Venezuela. Malasia prometió apoyar la candidatura de Venezuela a un puesto en el Consejo de Seguridad de la ONU. (enlace roto disponible en este archivo). Durante el viaje se firmó un acuerdo para evitar la doble imposición.

## Relaciones económicas
Chávez propuso en diciembre de 2006 que Venezuela construya una refinería de petróleo en Malasia, y Golden Hope, empresa estatal de aceite de palma de Malasia, acordaron con la petrolera estatal venezolana cultivar 40.000 hectáreas de palma aceitera en Venezuela, mientras que la compañía Malasia Petronas comenzaría la exploración petrolera en Venezuela. Malasia también acordó ayudar a Venezuela con la planificación urbana.
En julio de 2008 se formó un Consejo Empresarial Malasia-Venezuela, en parte para que Venezuela pudiera aprender de la experiencia de Malasia en la reducción de la pobreza. El comercio bilateral fue de sólo US $ 6,6 millones en 1990, cuando los países firmaron un acuerdo comercial bilateral, US $ 30,6 millones en 1998, cuando Venezuela estableció protecciones legales para inversiones extranjeras, US $ 19,8 millones en 2004, US $ 39,6 millones en 2005, y US $ 61,68 millones en 2007, con sólo $ 250,000 de exportaciones de Venezuela. El embajador venezolano en Malasia propuso en febrero de 2009 que los dos países formaran una nueva institución financiera para los países en desarrollo.
Malasia celebró una "Semana de Venezuela" en julio de 2006, 2007, y 2008.